# Călinești (Argeș)
Pour les articles homonymes, voir Călinești.
Călinești est une commune roumaine située dans le județ d'Argeș.